# Scarus rivulatus
Scarus rivulatus là một loài cá biển thuộc chi Scarus trong họ Cá mó. Loài này được mô tả lần đầu tiên vào năm 1840.

## Từ nguyên
Từ định danh của loài trong tiếng Latinh có nghĩa là "gợn sóng", hàm ý đề cập đến các vệt đốm trên mõm và má của cá đực.

## Phạm vi phân bố và môi trường sống
Ở Tây Thái Bình Dương, từ vùng biển Việt Nam (bao gồm cả quần đảo Trường Sa), S. rivulatus được ghi nhận tại hầu hết vùng biển các nước Đông Nam Á; ngược lên phía bắc đến quần đảo Ryukyu và vùng biển phía nam Nhật Bản; trải dài đến một số đảo quốc và quần đảo thuộc châu Đại Dương ở phía đông (xa nhất là đến quần đảo Caroline và Tonga); giới hạn phía nam đến đảo Lord Howe và đảo Norfolk. Ở Ấn Độ Dương, S. rivulatus được ghi nhận rải rác tại Sri Lanka, phía bắc đảo Sumatra (Indonesia) và bờ biển Tây Úc.
Môi trường sống của S. rivulatus là rạn san hô viền bờ, rạn san hô trong các đầm phá và hồ thủy triều, và cả khu vực rừng ngập mặn, độ sâu đến ít nhất là 30 m.

## Mô tả
S. rivulatus có chiều dài cơ thể tối đa được biết đến là 40 cm. Vây đuôi cụt hoặc hơi tròn ở cá cái, thùy đuôi hơi dài ở cá đực trưởng thành, tạo thành hình lưỡi liềm. Cá đực còn có thêm hai răng nanh ở phía sau phiến răng hàm trên, có thể không có ở hàm dưới.
Cá đực có màu xanh lục lam, đặc trưng bởi một vùng màu cam ở hai bên má và trên nắp mang; vảy trên thân có các vạch màu hồng tím hoặc hồng cam. Đầu lốm đốm các vệt và chấm màu xanh tập trung ở quanh mắt và mõm. Vây ngực màu vàng và có vệt tím. Cá cái có màu nâu xám với các sọc trắng nhạt trên bụng. Cá cái của loài này rất khó để phân biệt với cá cái của nhiều loài Scarus khác trong cùng khu vực phân bố.
Số gai vây lưng: 9; Số tia vây ở vây lưng: 10; Số gai vây hậu môn: 3; Số tia vây ở vây hậu môn: 9; Số tia vây ở vây ngực: 13–15.

## Sinh thái học
Thức ăn của S. rivulatus chủ yếu là tảo và cả san hô. S. rivulatus có thể hợp thành đàn với khoảng từ 30 đến 40 cá thể, có khi lẫn vào đàn của các loài cá mó khác khi cùng kiếm ăn. Những rạn san hô có trầm tích chất lượng kém (trầm tích hạt thô hoặc có tải trọng hữu cơ thấp) ngăn cản S. rivulatus kiếm ăn ở những khu vực này.
S. rivulatus là một loài lưỡng tính tiền nữ, tức cá đực là từ cá cái chuyển đổi giới tính mà thành. Sinh sản theo cặp và theo nhóm lớn đều được quan sát ở loài này. Tuổi thọ tối đa được ghi nhận ở chúng là 12 năm tuổi.

## Thương mại
S. rivulatus được đánh bắt để làm thực phẩm, và cũng có thể được xuất khẩu thương mại.